# 山口慧
山口 慧（やまぐち けい、9月24日 - ）は、日本のフリーアナウンサー、タレント、声優。身長167cm。愛称は、慧ちゃん、ルガ姉。
ホリプロ所属。2024年7月1日をもってBLUE SPLASHから移籍した。

## 人物
- 東京都千代田区出身。
- 5人兄弟（4女1男）の次女で、姉と弟、2人の妹いる。
- 高校卒業後より、モデル、MCとして活動を始める。
- 白百合学園幼稚園、白百合学園小学校、白百合学園中学校・高等学校、白百合女子大学文学部卒業。

## 出演

### インターネット番組
- ファイナルファンタジーXIV公式番組「FF14Channel 新兵エオルゼア」シーズン1～3（2014年9月 - 2016年7月）
- ケルベロスブレイド公式番組（2015年8月 - 9月）
- ニコニコ公式生放送「シャドバスアカデミー」（2016年8月 - 2017年3月）
- ニコニコ公式生放送「放課後シャドバスアカデミー」（2017年9月 - 2019年3月）
- 「帰宅部シャドバスアカデミー」（OPENREC.tv）（2019年4月 - 2020年3月）
- スタジオNGC「ファイナルファンタジーXIVオンライン」生放送　毎週（月）（2020年2月3日 - ）
- アークナイツ公式生放送ドクターハーフアニバーサリーですよ（YouTube/2020年7月22日）
- アークナイツ一周年記念生放送(YouTube/2020年12月24日)
- 「RAGE Shadowverse Pro League」（OPENREC.tv)
- 新・三國無双 斬 公式生放送（YouTube）
- 誰ガ為のアルケミスト 公式生放送（YouTube）
- ドラガリアロスト公式ch「ドラガリじゃないもん!」（YouTube）
- 「ゼロから始める第六猟兵」（ニコニコ生放送）

### アニメ
- ぐでたま（2014年、おかあさん役・アナウンサー役・他）

### イベント
- 「RAGE ～NEW GENERATION E-SPORTS～Shadowverse」メインステージ　アシスタントMC
- 「Shadowverse World Grand Prix 2018」Day1　メインステージ　アシスタントMC

### モデル
- FINAL FANTASY14公式キャラクター　ルガディン♀
- 雪印コーヒー　リアルうしっ娘ゆきこたん
- Scawaii